# Sébastien Fournier-Bidoz
Sébastien Fournier-Bidoz (* 2. April 1976 in Bonneville) ist ein ehemaliger französischer Skirennläufer. Er war auf die Speeddisziplinen Abfahrt und Super-G spezialisiert.

## Biografie
Im Jahr 1995 nahm Fournier-Bidoz an den Juniorenweltmeisterschaften teil und erreichte als bestes Ergebnis den 14. Rang in der Abfahrt. Im selben Jahr belegte er bei den französischen Juniorenmeisterschaften den zweiten Platz im Riesenslalom, ein Jahr später den zweiten Platz in der Abfahrt.
Den ersten Start im Weltcup hatte der Franzose am 5. Januar 1997 im Riesenslalom von Kranjska Gora, konnte sich aber nicht für den zweiten Durchgang qualifizieren. Wenig später gelangen ihm seine ersten beiden Podestplatzierungen im Europacup und am Ende der Saison 1996/97 belegte er den dritten Rang in der Super-G-Wertung. Im Februar 1998 folgte in der Sierra Nevada der erste Sieg und im Endklassement kam er wieder auf Platz drei im Super-G. In diesem Jahr wurde er auch französischer Meister im Super-G.
Im Weltcup konnte Fournier-Bidoz am 10. Januar 1998 im Super-G von Schladming mit Rang 17 seine ersten Punkte gewinnen, am 27. November kam er im Super-G von Aspen erstmals unter die besten zehn. Bei seiner ersten Weltmeisterschaftsteilnahme in Beaver Creek 1999 belegte er den 18. Rang im Super-G. In den folgenden Weltcupsaisonen konnte er sich im Super-G oftmals unter den besten 20 platzieren, seine Leistungen in der Abfahrt waren anfangs jedoch deutlich schlechter, erst im März 2001 gewann er mit Rang 14 in Kvitfjell auch dort zum ersten Mal Weltcuppunkte. Bei den Olympischen Winterspielen 2002 in Salt Lake City belegte er den zehnten Platz in der Abfahrt und wurde 15. im Super-G. Ein Jahr später kam er bei den Weltmeisterschaften in St. Moritz in der Abfahrt auf Rang 14 und im Super-G auf Rang 15. Im Weltcup konnte er sich weiterhin regelmäßig in den Punkterängen platzieren und schaffte auch immer wieder Ergebnisse unter den besten fünfzehn.
Am 27. Dezember 2003 stürzte er im Abfahrtstraining von Bormio schwer und musste die Saison vorzeitig beenden. Am 8. Januar 2005 kam er in der Abfahrt von Chamonix erneut schwer zu Sturz, auch diese Saison war damit für den Franzosen zu Ende. In der folgenden Saison konnte er in keinem Rennen mehr unter die besten 30 fahren und am 3. Februar 2006 bestritt er seinen letzten Bewerb: In Chamonix war er zum einzigen Mal bei einer Super-Kombination am Start und belegte Rang 34.
Insgesamt ging Fournier-Bidoz bei insgesamt 103 Weltcuprennen an den Start (51 Abfahrten, 40 Super-Gs, 11 Riesenslaloms und 1 Super-Kombination). Im Super-G waren seine besten Ergebnisse vier zehnte Plätze, in der Abfahrt erreichte er zweimal Rang zwölf.

## Erfolge

### Olympische Spiele
- Salt Lake City 2002: 10. Abfahrt, 15. Super-G

### Weltmeisterschaften
- Beaver Creek 1999: 18. Super-G
- St. Moritz 2003: 14. Abfahrt, 15. Super-G

### Weltcup
- Vier Platzierungen unter den besten zehn

### Europacup
Disziplinenwertungen:
- Saison 1996/97: 3. Super-G
- Saison 1997/98: 3. Super-G
- Saison 1999/00: 5. Super-G

4 Siege:
| Datum             | Ort           | Land       | Disziplin |
| ----------------- | ------------- | ---------- | --------- |
| 20. Februar 1998  | Sierra Nevada | Spanien    | Super-G   |
| 22. Dezember 1999 | St. Moritz    | Schweiz    | Super-G   |
| 13. März 2000     | Galtür        | Österreich | Super-G   |
| 1. Februar 2001   | Les Orres     | Frankreich | Abfahrt   |

### Juniorenweltmeisterschaften
- Voss 1995: 14. Abfahrt, 23. Riesenslalom

### Weitere Erfolge
- Französischer Meister im Super-G 1998
- 7 Siege in FIS-Rennen (ab 1994/95)